# Súlyzó-köd
A Súlyzó-köd (M 27, NGC 6853) egy planetáris köd a Kis Róka csillagképben.
1764. július 12-én fedezte fel Charles Messier, aki M27 számon katalogizálta.
A Súlyzó-köd volt az elsőként felfedezett planetáris köd, mintegy 1200 fényév távolságra található és 3000-4000 éve alakult ki. A központjában található egy 13,5m látszólagos fényességű fehér törpe, amelynek ledobott gázburkából alakult ki a köd.

## Megfigyelése
Viszonylag nagy átmérőjének és fényességének köszönhetően kis távcsövekkel is jól megfigyelhető.
- Rektaszcenzió: 19h 59m 36s
- Deklináció: +22° 43' 00"
- Látszólagos fényesség: 7,3m
- Látszólagos kiterjedés: 8' x 5,7'